# Xã Cypress, Quận Phillips, Arkansas
Xã Cypress (tiếng Anh: Cypress Township) là một xã thuộc quận Phillips, tiểu bang Arkansas, Hoa Kỳ. Năm 2010, dân số của xã này là 152 người.